# Orlanci
Orlanci (makedonska: Орланци) är en ort i Nordmakedonien. Den ligger i kommunen Kičevo, i den västra delen av landet, 60 km sydväst om huvudstaden Skopje. Orlanci ligger 722 meter över havet och antalet invånare är 151.